# ブライアン・ハリセイ
ブライアン・ハリセイ（Brian Hallisay, 1978年10月31日 - ）は、アメリカ合衆国ワシントンD.C.出身の俳優である。

## 来歴
1996年に、ゴンザーガ・カレッジ高校 (Gonzaga College High School)を卒業。
2000年に、コーネル大学を卒業。大学では、経済学と歴史を専攻した。

## 私生活
2012年3月からテレビドラマクライアント・リストで共演した女優のジェニファー・ラヴ・ヒューイットと交際を開始する。
2013年6月に、ジェニファーと婚約。さらに、ジェニファーが第一子を妊娠中であることが明らかになった。
2013年11月21日に、結婚する。
2013年11月26日に、第一子となる女児が誕生。オータム・ジェームズ・ハリセイ(Autumn James Hallisay) と命名。
2015年6月24日、第二子となる男児が誕生。アッティカス・ジェームズ・ハリセイ (Atticus James Hallisay) と命名。

## 出演作品

### テレビ
- ボディ・オブ・プルーフ 死体の証言
- クライアント・リスト（カイル・パークス）
- リンガー 〜2つの顔〜
- リゾーリ&アイルズ2
- ミディアム 霊能者アリソン・デュボア
- BIONIC WOMAN バイオニック・ウーマン
- WITHOUT A TRACE/FBI 失踪者を追え!
- CSI:ニューヨーク
- BONES ボーンズ -骨は語る-
- revenge リベンジ
- 9-1-1：LA救命最前線（英語版）（ジェイソン・ベイリー / ダグ・ケンドール）[3] シーズン2 #10・#11・#13

### 映画
- パリス・ヒルトン in HOLLYWOOD☆SCANDAL

### オリジナルビデオ
- ホステル3